# Công chúng
Trong quan hệ công chúng và khoa học truyền thông, công chúng là các nhóm người riêng lẻ hoặc là tổng thể của các nhóm như vậy.  Đây là một khái niệm khác với khái niệm xã hội học của Öffentlichkeit hoặc lĩnh vực công cộng. Khái niệm về công chúng cũng đã được định nghĩa trong khoa học chính trị, tâm lý học, tiếp thị và quảng cáo. Trong quan hệ công chúng và khoa học truyền thông, nó là một trong những khái niệm mơ hồ hơn trong lĩnh vực này. Mặc dù nó có các định nghĩa trong lý thuyết về lĩnh vực đã được hình thành từ đầu thế kỷ 20 trở đi, nhưng nó đã phải chịu đựng trong những năm gần đây vì bị làm mờ, do kết quả của ý tưởng về một cộng đồng với các khái niệm về đối tượng, phân khúc thị trường, cộng đồng, khu vực bầu cử và các bên liên quan.
Cái tên public với nghĩa "công chúng" có nguồn gốc với Latinh publicus (còn poplicus), từ Populus, để từ tiếng Anh ' quần chúng ', và nói chung là chỉ đến một số dân chúng quy mô lớn ("nhân dân") với một số vấn đề quan tâm chung. Vì vậy, trong khoa học chính trị và lịch sử, công chúng là một quần thể các cá nhân gắn liền với các vấn đề công dân, hoặc các vấn đề của văn phòng hoặc nhà nước. Trong tâm lý xã hội, tiếp thị và quan hệ công chúng, công chúng có một định nghĩa tình huống hơn. John Dewey định nghĩa trong (Dewey 1927) là một nhóm người, khi đối mặt với một vấn đề tương tự, nhận ra nó và tự tổ chức để giải quyết nó. Do đó, định nghĩa của Dewey về công chúng là tình huống: mọi người tổ chức về một tình huống. Được xây dựng dựa trên định nghĩa tình huống này của công chúng là lý thuyết tình huống về công chúng của James E. Grunig ((Grunig 1983)), nói về những người không phải công chúng (không có vấn đề gì), công chúng tiềm ẩn (những người có vấn đề), nhận ra công chúng (những người nhận ra rằng họ có một vấn đề) và công chúng tích cực (những người làm gì đó về vấn đề của họ). 
Trong quan hệ công chúng và lý thuyết truyền thông, công chúng khác biệt với các bên liên quan hoặc thị trường. Công chúng là tập hợp con của tập hợp các bên liên quan cho một tổ chức, bao gồm những người liên quan đến một vấn đề cụ thể. Trong khi thị trường có mối quan hệ trao đổi với một tổ chức và thường là một thực thể thụ động được tạo ra bởi tổ chức, thì công chúng không nhất thiết phải có mối quan hệ trao đổi, và cả tự tạo và tự tổ chức. Công chúng được nhắm mục tiêu bởi các nỗ lực quan hệ công chúng. Trong đó, công chúng mục tiêu là những công chúng có sự tham gia là cần thiết để đạt được các mục tiêu của tổ chức; công chúng can thiệp là những người đưa ra ý kiến và hòa giải, những người truyền thông tin đến công chúng mục tiêu; và những người có ảnh hưởng là những công chúng mà công chúng mục tiêu chuyển sang tham vấn, những đánh giá giá trị của họ có ảnh hưởng đến việc công chúng mục tiêu sẽ phán xét bất kỳ tài liệu quan hệ công chúng nào. Công chúng thường được nhắm mục tiêu đặc biệt là liên quan đến các chương trình nghị sự chính trị vì việc bỏ phiếu của họ là cần thiết để tiếp tục tiến triển của một mục đích nào đó. Như đã thấy ở Massachusetts trong khoảng thời gian từ 2003 đến 2004, cần phải "giành được một khối lượng lớn các tiểu bang quan trọng và một khối hỗ trợ công chúng quan trọng" để hôn nhân đồng giới được thông qua trong cộng đồng chung.

## Sách tham khảo
- Heath, Robert Lawrence, biên tập (2005). "Public sphere (Öffentlichkeit)". Encyclopedia of public relations. Quyển 2. SAGE. ISBN 978-0-7619-2733-4.
- Jahanzsoozi, Julia (2006). "Relationships, Transparency, and Evaluation: The Implications for Public Relations". Trong L'Etang, Jacquie; Pieczka, Magda (biên tập). Public relations: critical debates and contemporary practice. Routledge. ISBN 978-0-8058-4618-8.
- Rawlins, Brad L.; Bowen, Shannon A. (2005). "Publics". Trong Heath, Robert Lawrence (biên tập). Encyclopedia of public relations. Quyển 2. SAGE. ISBN 978-0-7619-2733-4.
- Toth, Elizabeth L. (2006). "Building Public Affairs Theory". Trong Botan, Carl H.; Hazleton, Vincent (biên tập). Public relations theory II. LEA's communication series. Routledge. ISBN 978-0-8058-3384-3.
- Vasquez, Gabriel M.; Taylor, Maureen (2001). "Research perspectives on "the Public"". Trong Heath, Robert Lawrence; Vasquez, Gabriel M. (biên tập). Handbook of public relations. SAGE. ISBN 978-0-7619-1286-6.